# 文史工作
文史工作是指從事有關文化、歷史資料的蒐集、調查與研究的工作。從事文史工作的團體或個人，稱為文史工作者。

## 文史工作者的類型
- 個人：由個人從事文史工作，如個人文史工作室。
- 團體：由有志發展地區文史工作的人士組成，如地方文史工作室、文史工作會、文史研究協會等社團組織，具有一定的成立宗旨、組織與活動範圍。

## 文史工作團體的性質

### 成立宗旨
- 大致以發展地方人文歷史，提升民眾文化內涵為主。

### 活動範圍
- 蒐集、整理及出版地方人文、史蹟、文物等資料。
- 舉辦或配合社區團體協辦藝文活動。
- 培訓文史工作、導覽解說人員。
- 參與地方人文發展，提供文史資訊。
- 編製地方鄉土教材，提升民眾文化素養。